# Scenopinus desertus
Scenopinus desertus är en tvåvingeart som beskrevs av Nina Krivosheina 1980. Scenopinus desertus ingår i släktet Scenopinus och familjen fönsterflugor.
Artens utbredningsområde är Turkmenistan. Inga underarter finns listade i Catalogue of Life.